# Jaap Eden
Jaap Eden, född 19 oktober 1873 i Groningen, död 2 februari 1925, var en nederländsk idrottsman. Han är den enda som vunnit VM i både snabblopp på skridskor och cykling. Han kallades den första nederländska sporthjälten.
I kamp mot den norska Oskar Fredriksen vann han sitt första världsmästerskap på skridskor år 1892 i Amsterdam. Under VM i Stockholm år 1894 satte han världsrekord på 10 000 meter. Under EM i Hamar i Norge samma år som VM i Stockholm satte han nytt världsrekord på 5 000 meter, något som först skulle slås 17 år därpå. Han blev åter världsmästare år 1895 och 1896, i både Hamar och i Sankt Petersburg i Ryssland.